# ガガガSP登場
『ガガガSP登場』（ガガガスペシャルとうじょう）は、日本のパンク・ロックバンド、ガガガSPの一枚目のアルバム。2001年1月25日発売。発売元はRun Run Run Records。

## 収録曲
1. 青春時代
作詞・作曲：コザック前田
前田がこの曲を作ったのは1998年。ライブで本格的に演奏し始めたのは2000年1月から。演奏までに時間がかかった理由は前田の組んでいたバンドがギターボーカルの3ピースバンドだったので前田に弾くスキルがなかったとのこと。
この曲ができたときに自分に対する自信と、自分特有のメロディーが確立できた、「今のガガガSP」が誕生した曲だと前田は言っている。
「俺様天才偉業集」に、再レコーディングされたバージョンが収録されている。
2. 一本道
作詞・作曲：友部正人
カバー曲。原曲は、友部正人「にんじん」に収録。
3. 明日からではなく
作詞・作曲：小谷美紗子
カバー曲。原曲は、小谷美紗子「うた き」に収録。
4. 文通友達
作詞・作曲：コザック前田
5. うちのお父ちゃんは
作詞・作曲：コザック前田
6. 京子ちゃん
作詞・作曲：コザック前田
2000年12月に発売された1stシングル。
7. 尾崎豊
作詞・作曲：コザック前田
歌詞の内容が、歌手の尾崎豊を中傷する内容のため遺族や、尾崎豊のファンより批判を受ける。
「俺様天才偉業集」のシークレットトラックにこの曲(ライブ収録)が収録されている。
8. さびしんぼう
作詞・作曲：コザック前田